# Heteronyx castanescens
Heteronyx castanescens är en skalbaggsart som beskrevs av Moser 1924. Heteronyx castanescens ingår i släktet Heteronyx och familjen Melolonthidae. Inga underarter finns listade i Catalogue of Life.